# Motnik
Motnik [motník] je vas v Občini Kamnik. Strnjena je v podnožju razvalin motniškega gradu, v dolini reke Motnišnice ob cesti Kamnik-Ločica pri Vranskem.
Motnik je kontrolna točka Evropske peš poti E-6 in izhodišče planinske poti na Menino planino. Iz naselja se odcepita dve stranski cesti, ena na jug proti Zajasovniku, druga na sever po dolini potoka Bele do cerkvice sv. Miklavža. Od tu se po peš poti pride do starodavnega sedaj opuščenega prelaza Slopi, ki je nekoč povezoval Štajersko in Kranjsko.

## Zgodovina
Kraj se prvič omenja v letih 1123 in 1146, grad pa leta 1247. Trške pravice so bile Motniku dodeljene leta 1542. V kraju je staro svetišče sv. Jurij. Cerkev so že leta 1360 prvič prezidali in jo pozneje baročno predelali. Poleg stoji še cerkev sv. Magdalene. Največji razcvet je kraj doživel med 15. in 19. stoletjem, ko je skozenj potekala najpomembnejša prometna povezava med Štajersko in Kranjsko.
V Motniku je bil rojen Gašper Križnik (1848—1904), zbiralec slovenske slovstvene dediščine, ki ima v središču vasi poleg sramotilnega kamna tudi doprsni kip. V vasi stoji tudi spominska plošča namestniku komandanta tretjega bataljona Šlandrove brigade Rudiju Karatu, ki je 1. febrarja 1944 padel v boju za osvoboditev Motnika. V Motniku je tudi opuščen rudnik rjavega premoga, od katerega je ostal le še z rastlinjem obraščen kamnit portal. Rudnik je obratoval med letoma 1855 in 1951. V premogovih slojih so našli fosile pritlikavega nosoroga.

## Izvor krajevnega imena
Krajevno ime je verjetno izpeljano iz vodovodnega imena Mǫtьnikъ, ki je izpeljano iz pridevnika mǫtьnъ v pomenu moten, delati motno, kaliti. Ime je znano tudi v Avstriji, zapisano okoli leta 1123 do 1130 kot Motnik, pa tudi pri drugih Slovanih, npr. pri Srbih Mutnica, Čehih Moutnice in Rusih Mutnica. Njegov prvotni pomen je kalen potok. V arhivskih zapisih se kraj omenja leta 1123 kot Motnik in 1247 kot Motnich. 

## Galerija
- Vaški travniki
- Usnjarska obrt v Motniku
- Portal opuščenega rudnika
- Cerkev svetega Jurija